# Csics Miklós
Csics Miklós (Budapest, 1928. július 12. – Budapest. 1985. október 29.) Ybl-díjas magyar építész.

## Életpályája
Erdélyből, Máramarosszigetről származó édesapja Csics Vince, édesanyja Krizsán Teréz. Anyai nagyanyja a magyar klasszicista építész Hild József leszármazottja. Az 1946-ban a Trefort Ágoston Gimnáziumban tett érettségi után a budapesti Építőipari Közlekedési Műszaki Egyetem Építész Karán tanult, ahol 1950-ben szerzett építészmérnöki diplomát.

### Építészi pályafutása
1950-1954 között építőipari kivitelezéssel foglalkozott az Általános Lakásépítési Vállalatnál. Építészi munkásságát 1954-től a LAKÓTERV-nél lakóépületek, iskolák, óvodák, bölcsődék terveinek készítésével kezdte, mint irányító tervező. 1955-ben sikeres pályázattal felvették a Magyar Építőművészek Szövetségének dr. Szendrői Jenő vezette „MÉSZ Mesteriskola” kétéves szakmai képzésére. 1955-től a MÉSZ tagja. 1956-tól az IPARTERV irányító tervezője, majd szakosztályvezetője lett. 1959-től 1973-ig az MTA tudományos munkatársaként, dr. Gábor László akadémikus vezetésével a BME Épületszerkezeti Tanszékén szerkezetfejlesztéssel kapcsolatos – főképp épületfizikai jellegű – kutatásokat végzett, illetve részt vett a tanszék oktatómunkájában. Építőművészi munkásságáért 1965-ben Ybl-díjat kapott. 1965-től a MÉLYÉPTERV szakági főmérnöke. 1979-ben elnyerte a „műszaki tudományok kandidátusa” fokozatot. Ugyanebben az évben a BME műszaki doktori elismerésben részesítette. A nyolcvanas évek elejére megromlott egészségi állapota nagyban korlátozta terveit és alkotási energiáját. Fiatalon, 57 évesen hunyt el 1985. október 29-én.

### Elismerés
- Ybl Miklós-díj (1965)

## Művei

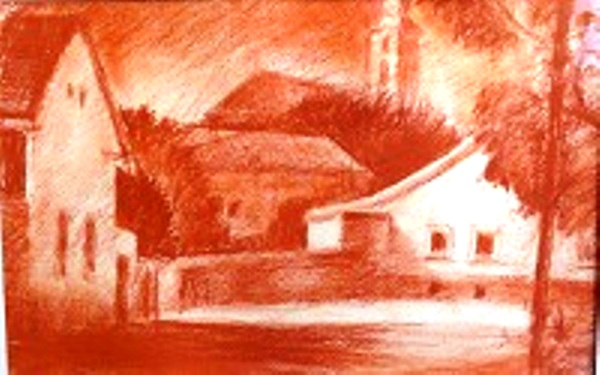
Szentendre 1955

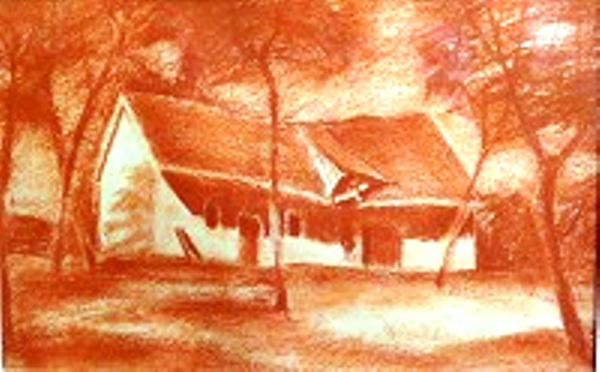
Szentendre 1955

### Megvalósult tervei
- 1958 – 1959 lakóház Budapest, József krt. 86.
- 1959 árkádosítás Budapest, Üllői út 40.
- 1962 – 1963 lakóépület Szeged, Vadász u. 7.
- 1961 – 1964 Nitrogén Műtrágyagyár üzemi főépület, Tiszapalkonya
- 1961 – 1964 Nitrogén Műtrágyagyár gáztalanító épület, Tiszapalkonya
- 1962 – 1964 Orvosi Műszergyár Debrecen, teljes gyárüzem
- 1962 – 1963 Kőolaj-finomító igazgatósági épületcsoport, Százhalombatta
- 1965 – 1967 Kőolajipari laboratórium, Százhalombatta
- 1965 – 1967 Kőolaj-finomító műszerépülete, Százhalombatta
- 1962 – 1976 Ipari üzemek tipizált szerkezetű iroda és öltözőépületei

### Díjazott pályaművei
- 1957 Budapest, Nagykörút-Üllői út keresztezésének beépítése és forgalmi megoldása (Nagy Rudolffal)
- 1957 Budapest, Széchenyi rakpart – Akadémia utcai sarok beépítése
- 1958 Tihanyi móló környékének rendezése
- 1959 300 fős Művelődési Ház Békéscsaba
- 1959 Kőbányai Városközpont rendezése (Böjthe Tamással)
- 1960 250 férőhelyes forgalmi telep (Almstaier Ottóval)
- 1964 Nagykanizsai fényforrásgyár telepítése (ifj. Janáky Istvánnal)
- 1967 Paskál fürdő Budapest (Schall Róberttel és Zsuffa Andrással)
- 1971 Szegedi Könyvtár és Levéltár;
- 1971 Kelenföldi pályaudvar és környéke rendezése

### Publikációk
- Magyar Építőipar 1960. 2. sz: Műanyagok építőipari felhasználásának külföldi gyakorlatából
- Magyar Építőipar 1960. 4. sz: Korszerű ablakszerkezetek
- Műszaki Tervezés 1960. 4. sz. Típusüzemek iroda és öltözőépületeinek szerkezeti tipizálása
- Magyar Építőipar 1960. 12. sz: Korszerű homlokzatok hézagtömítése
- Magyar Építőipar 1963. 7. sz: Olaszországi korszerű építészet
- Magyar Építőművészet 1964. 5. sz: Kőolaj-finomító Százhalombatta
- Magyar Építőipar 1964. 8-9. sz: Épülethatároló szerkezetek páradiffúziós problémái
- Műszaki Tervezés 1964. 10. sz: Megjegyzések a Szekszárdi Mérőműszergyár tervezéséhez és kivitelezéséhez
- Magyar Építőipar 1964. 12. sz: Megvalósult hazai típuslétesítmények
- Ipari Építészeti Szemle 1964. 22. sz: Százhalombattai Kőolaj-finomító
- Építéstechnika 1965. 6. sz: Üzemi iroda-, öltözőépületek típustervei
- Mélyépítési Szemle 1967. 2. sz: Mélyépítési létesítmények építészeti kiképzésének kérdései
- Műszaki Tervezés 1968. 3. sz: Henger alakú víztoronycsalád
- Műszaki Tervezés 1968. 10. sz: Vízkezelő és víztisztító művek korszerű építészeti kialakítása
- Műszaki Tervezés 1974. 2. sz: Karéjos víztoronycsalád
- Magyar Építőművészet 1974. 3. sz: Víztorony tervek Budapesten
- Mélyépterv Közlemények 1978. 2. sz: Építészeti tervezésünk fejlődése

## Bibliográfia
- 1962 Műszaki Tervezés 62/4. 18-19
- 1964 Magyar Építőművészet 1964/5. 14-15
- 1970 Szendrő-Arnóth-Finta-Merényi-Nagy: Magyar Építészet 1945-1970
- Dunai Kőolajipari Vállalat, Százhalombatta, p. 178-179 Corvina Kiadó, Budapest
- Architeca Hungarica